# Barranc dels Molinassos
El barranc dels Molinassos és un barranc afluent del Flamisell. Discorre pels termes de la Pobla de Segur i Senterada, al Pallars Jussà.
Es forma al nord del Serrat de Moró, al sud-oest del Roc de Sant Aventí, al sud dels Comunals de Montsor, prop del Camí del Petroli, a 1.375 m. alt.
Discorre sempre cap al sud-oest, de forma paral·lela pel nord al Serrat de Moró, i va a aiguavessar en el Flamisell al nord del Congost d'Erinyà.